# Кунце, Джанин
Джани́н Ку́нце (нем. Janine Kunze; 20 марта 1974, Кёльн, Северный Рейн-Вестфалия, Германия) — немецкая актриса.

## Биография
Джанин Кунце родилась 20 марта 1974 года в Кёльне (земля Северный Рейн-Вестфалия, Германия). Раннее детство она провела в детдоме, а позже была удочерена.

## Карьера
Джанин дебютировала в кино в 1997 году, сыграв роль второй госпожи Пафф в фильме «Достучаться до небес». Всего Кунце сыграла более чем в 20-ти фильмах и телесериалах.

## Личная жизнь
С 2002 года Джанин замужем за Дирком Будахом. У супругов есть трое детей — две дочери и сын — Лилли Будах (род. 2003), Лола Будах (род. 2007) и Луиц-Фриц Будах (род. 15.04.2010).